# Polónium-trioxid
A polónium-trioxid más néven polónium(VI)-oxid szervetlen vegyület, képlete PoO3. Egyike a három polónium-oxidnak, a másik kettő a polónium-monoxid (PoO) és a polónium-dioxid (PoO2). A polónium-trioxid interkalkogén vegyület. Csak nyomokban mutatható ki.

## Előállítása
Polónium-trioxidot találtak polóniumot tartalmazó oldatok anódjánál, bár ezt kísérletileg nem sikerült igazolni. Az anódnál keletkezett anyag feloldódik a hidrogén-peroxidban, ami arra utal, hogy a polónium magas oxidációs állapotban van. Elméleti előrejelzés szerint elő lehet állítani polónium-dioxid és króm-trioxid levegőben való hevítésével.
Nehéz előállítani olyan vegyületeket, amikben a polónium +6 oxidációs állapotban van, mert a polónium-210 erősen radioaktív. A tudósok szerint könnyebb olyan vegyületeket előállítani, amikben +6 oxidációs állapotban van, ha a polónium kevésbé radioaktív izotópjait, polónium-209-et és polónium-208-at használnak, különösen a polónium-trioxidot. Csak egy polónium-hexahalogenidet ismerünk, a polónium-hexafluoridot (a fluor a legelektronegatívabb elem). Polónium-trioxidot és polonát aniont (PoO2−4) nehéz előállítani. A polonát anion analóg a szulfáttal, szelenáttal és a metatelluráttal.

## Fordítás
Ez a szócikk részben vagy egészben  a   Polonium trioxide című angol Wikipédia-szócikk ezen változatának fordításán alapul.  Az eredeti cikk szerkesztőit annak laptörténete sorolja fel. Ez a jelzés csupán a megfogalmazás eredetét és a szerzői jogokat jelzi, nem szolgál a cikkben szereplő információk forrásmegjelöléseként.